# Phare de Lågskär
Le phare de Lågskär (en finnois : Lågskär majakka) est un phare situé l'île de Lågskär (en) à environ 15 km au sud de la municipalité de Mariehamn, en région d'Åland (Finlande).

## Histoire
Le phare a été construit en 1920 en béton armé et compte 175 marches dans l'escalier intérieur. À l'origine, il était équipé d'un grand système optique rotatif, de 700 000 candelas de puissance lumineuse et d'une portée de 18 milles nautiques (environ 33 km).
En 1961, il a bénéficié d'un nouveau dispositif optique avec une portée de 11 milles nautiques. Le système d'origine a été transféré au musée maritime d'Åland à Mariehamn.

## Description
Le phare  est une tour pyramidale tronquée en béton armé de 23 mètres de haut, avec une  galerie et  lanterne circulaire. L'édifice est peint en rouge et la lanterne en blanc. Il émet, à une hauteur focale de 42 mètres, un éclat blanc toutes les 12 secondes. Sa portée nominale est de 11 milles nautiques (environ 20 km).
Identifiant : ARLHS : ALA-011 - Amirauté : C4480 - NGA : 16096.

## Caractéristique dufeu maritime
Fréquence : 12 secondes (W)
- Lumière : 1,5 seconde
- Obscurité : 10,5 secondes

|          |
| Le phare |

|             |
| L'intérieur |